# Rakoveț, Terebovlea
Rakoveț (în ucraineană Раковець) este un sat în comuna Sosniv din raionul Terebovlea, regiunea Ternopil, Ucraina.

## Demografie
Componența lingvistică a localității Rakoveț
     Ucraineană (100%)
Conform recensământului din 2001, toată populația localității Rakoveț era vorbitoare de ucraineană (100%).